# Ab van Eyk
Ab van Eyk (Albert van Eijk) (Amersfoort, 23 oktober 1923 – 's-Graveland (Noord-Holland), 1 januari 2011) was een Nederlands regisseur op het gebied van hoorspelen.
Hij was zoon van Gesina Boekhoff en Hendrikus van Eijk. Hij was tussen 1955 en 1969 (echtscheiding) getrouwd met Paula Seiser; vanaf dat laatste jaar met Marguérite Louise Frédérique Rambonnet. Zoon Manfred van Eijk (eerste huwelijk) werd televisieregisseur. 
Zijn opleiding bestond uit lagere school, Middelbare Handelsdagschool overgaand in de laatste twee lesjaren van de vijfjarige Rijks-HBS; alle te Amersfoort. Zijn opleiding sloot hij af middels een staatsexamen gymnasium
Dat hij regisseur zou worden, was vermoedelijk niet te bedoeling. Hij rolde na zijn dienstplicht het vak in als omroeper bij de Nederlandse Radio Unie (1946) en NCRV (1947). In de jaren vijftig en daaropvolgende decennia zou hij menig hoorspel regisseren voor die omroep; hij werkte bijvoorbeeld samen met hoorspelschrijfster Marianne Colijn. Van Eyk probeerde het genre te vernieuwen door akoestische experimenten, maar ook op taalgebied probeerde hij het Nederlands te stimuleren. Hij zag het gebruik van het Nederlands verslonzen. Hijzelf bood tegenwicht door het schrijven van proza, poëzie, hoorspelen, vertalingen en leverde bijdragen aan het blad Ontmoeting en gaf medewerking aan Literama (over boeken en schrijvers). Zijn bijdragen voor UIT van naturisme ondertekende hij met AVE (initialen en groet). Achteraf gezien werd geconstateerd dat hij voor de kleine rollen in de hoorspelen wellicht zijn eigen stem opnam.
Hij staat te boek als de uitvinder van de Verbosonica; klankdichten of gesproken muziekstuk via de radio. Componist Henk Badings (muziek) en Van Eyk (libretto) schreven samen de opera Martin Korda D.P (over verblijf in vluchtelingenkampen), dat het onder meer bracht tot het Holland Festival.  Het werd geen succes. Een nieuwe poging werd Anno 30 met Simon Pluister.
Hij gaf enige jaren les aan de Toneelacademie Maastricht en het Instituut voor Taalwetenschappen in Utrecht.
De laatste jaren voor zijn pensioen in 1 januari 1989 besteedde hij aandacht aan documentaire-achtige luisterspelen, onder andere over Thomas Müntzer. 
Albert van Eijk werd gecremeerd.